# Orthocladius macrorhynchus
Orthocladius macrorhynchus är en tvåvingeart som beskrevs av Jean-Jacques Kieffer 1906. Orthocladius macrorhynchus ingår i släktet Orthocladius och familjen fjädermyggor. Inga underarter finns listade i Catalogue of Life.